# Pensament lateral
El terme pensament lateral va ser proposat pel psicòleg maltès Edward de Bono per representar tots aquells camins alternatius que no estem acostumats a utilitzar. Segons aquest pensament, la majoria de la gent només tendeix a veure una manera de resoldre un problema (fent servir la lògica) quan hi pot haver diverses maneres de resoldre'l que no són visibles a simple vista. Està lligat a la creativitat i la imaginació.
El pensament lateral és una forma de resolució de problemes utilitzant un enfocament indirecte i creatiu a través d’un raonament que no és immediatament obvi. Es tracta d’idees que no es poden obtenir utilitzant únicament la lògica tradicional pas a pas. Considerat per alguns com a pseudociència, el terme va ser utilitzat per primera vegada el 1967 pel psicòleg maltès Edward de Bono en el seu llibre The Use of Lateral Thinking. De Bono cita el Judici de Salomó com a exemple de pensament lateral, en què el rei Salomó resol una disputa sobre la paternitat d'un nen demanant que el tallin per la meitat i emetent el seu judici en funció de les reaccions que rep aquesta ordre. Edward de Bono també relaciona el pensament lateral amb l'humor, argumentant que implica un canvi d'un patró familiar a un altre nou i inesperat. És aquest moment de sorpresa, que genera riure i una nova percepció, el que facilita la capacitat de veure un patró de pensament diferent que inicialment no era obvi. Segons de Bono, el pensament lateral s'allunya deliberadament de la percepció estàndard de la creativitat com a lògica "vertical", el mètode clàssic per a la resolució de problemes.